# دموشن
دموشن (به لهستانی:  Dmosin) یک روستا در لهستان است که در گمینا دموشن واقع شده‌است. دموشن ۱٬۵۰۰ نفر جمعیت دارد.